# Manakara (stad)
Manakara is een stad (commune urbaine) aan de oostkust van Madagaskar op ongeveer 590 kilometer van de hoofdstad Antananarivo. De stad lag in de voormalige provincie Fianarantsoa en vormt de hoofdstad van de huidige regio (faritra) Vatovavy-Fitovinany. De stad vormt een apart district (district Manakara), dat is onderverdeeld in 18 fokontany.
De stad telde 19.768 inwoners bij de volkstelling van 1975, 24.970 inwoners bij de volkstelling van 1993 en in 2012 werd het aantal geschat op 36.897.

## Geografie
Manakara ligt aan de monding van de gelijknamige rivier in de Indische Oceaan. De Manakara wordt aan noord- en zuidzijde voortgezet als het Canal des Pangalanes. De rivier verdeelt de stad in twee delen: Het grote verkeersknooppunt en handelscentrum Tanambato in het westen en het uit de koloniale tijd stammende Manakare Be in het oosten, langs de oceaan. Over de rivier ligt een brug die werd gebouwd onder leiding van Gustave Eiffel. In 2012 stortte deze brug echter deels in. Sindsdien is een tijdelijke brug aangelegd over het haventerrein, maar geld voor een nieuwe brug is er niet.
Tanambato vormt het eindpunt van de spoorlijn Fianarantsoa-Côte Est. Deze spoorlijn loopt dwars over de Luchthaven Manakara ten noorden van de stad.
De stad ligt in een laaggelegen kustgebied te midden van zandige lagunes en heuvelgebieden. Door deze vlakte stromen rivieren met smalle stroombeddingen die worden omzoomd door moerassen.
Manakara heeft een tropisch klimaat met maritieme invloeden. De gemiddelde temperatuur bedraagt ongeveer 27 °C, maar varieert tussen de 10 en 32 °C. De gemiddelde jaarlijkse neerslag bedraagt 2194 mm.

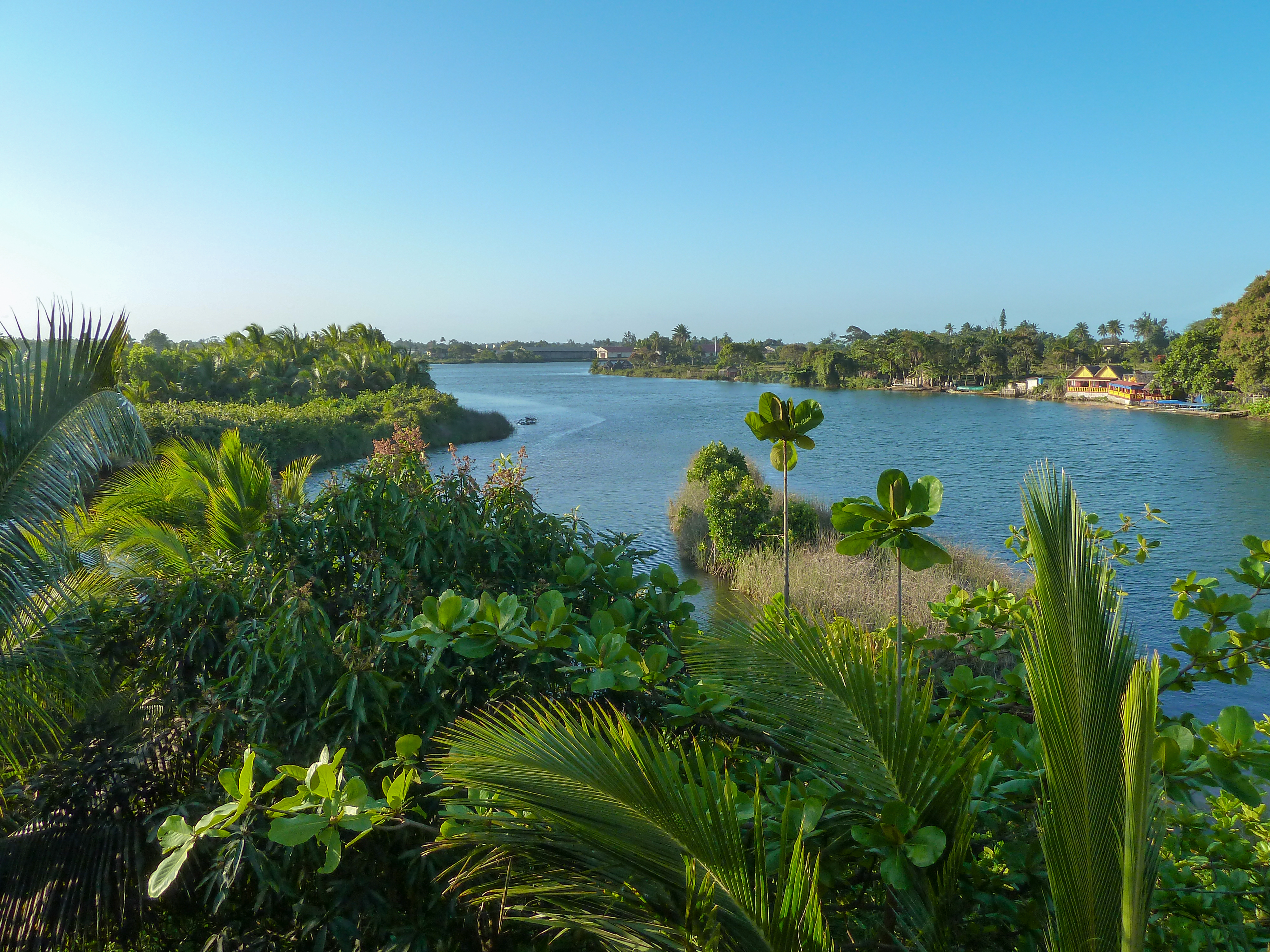
Manakararivier gezien vanaf de Eiffelbrug
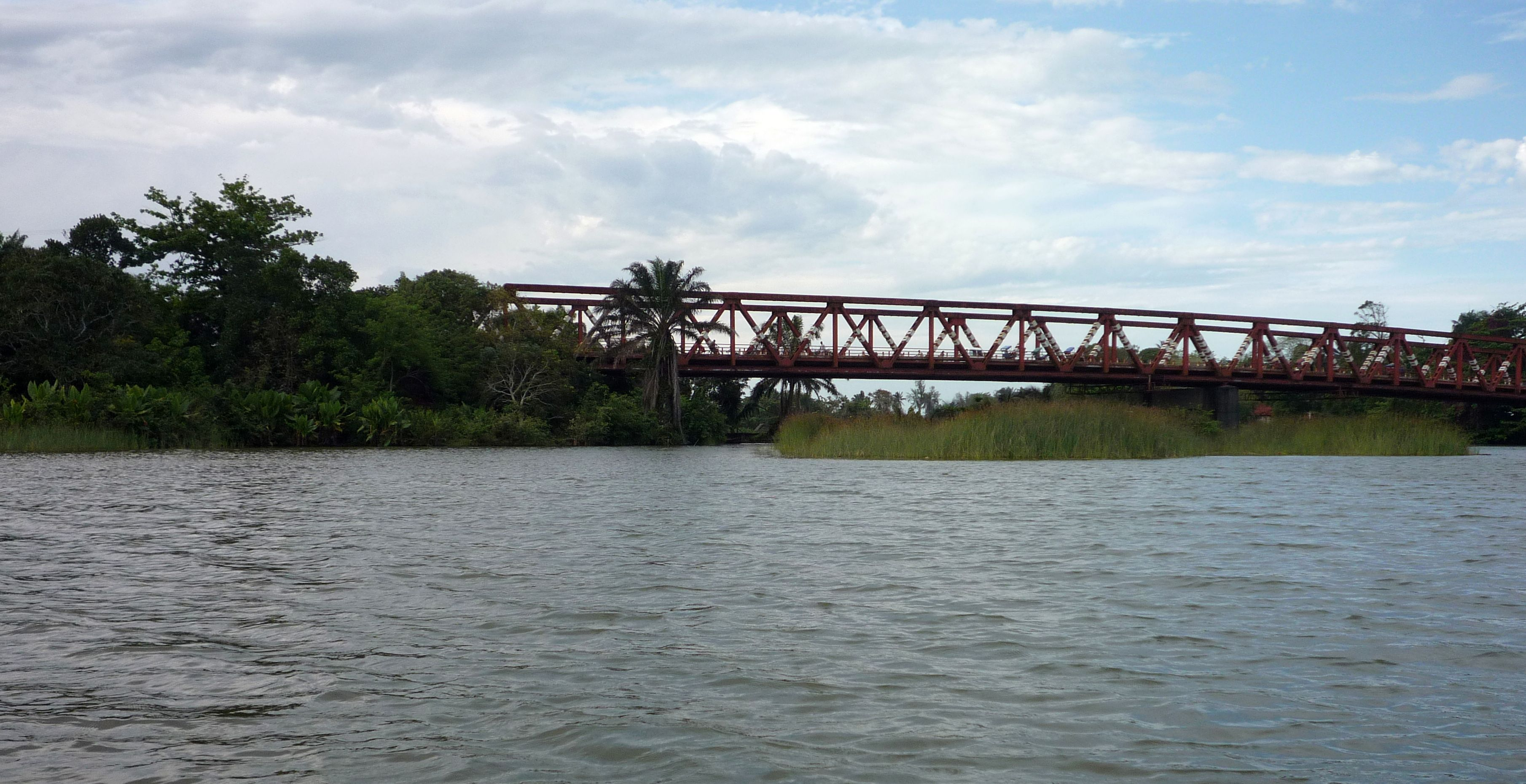
Eiffelbrug vóór de instorting (2009). Het rechterdeel stortte in 2012 naar beneden
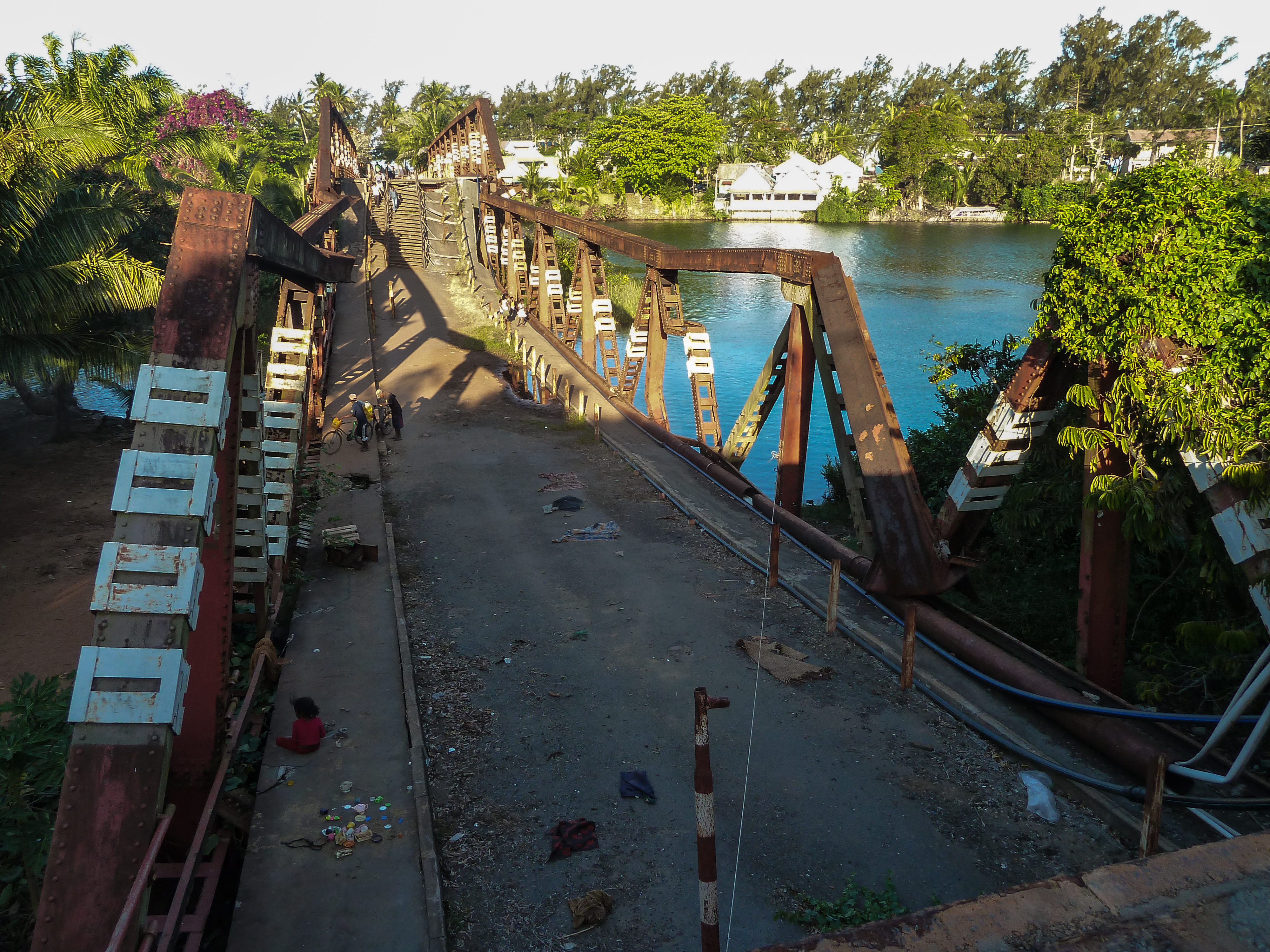
Ingestorte deel met op de achtergrond een provisorische houten trap voor voetgangers
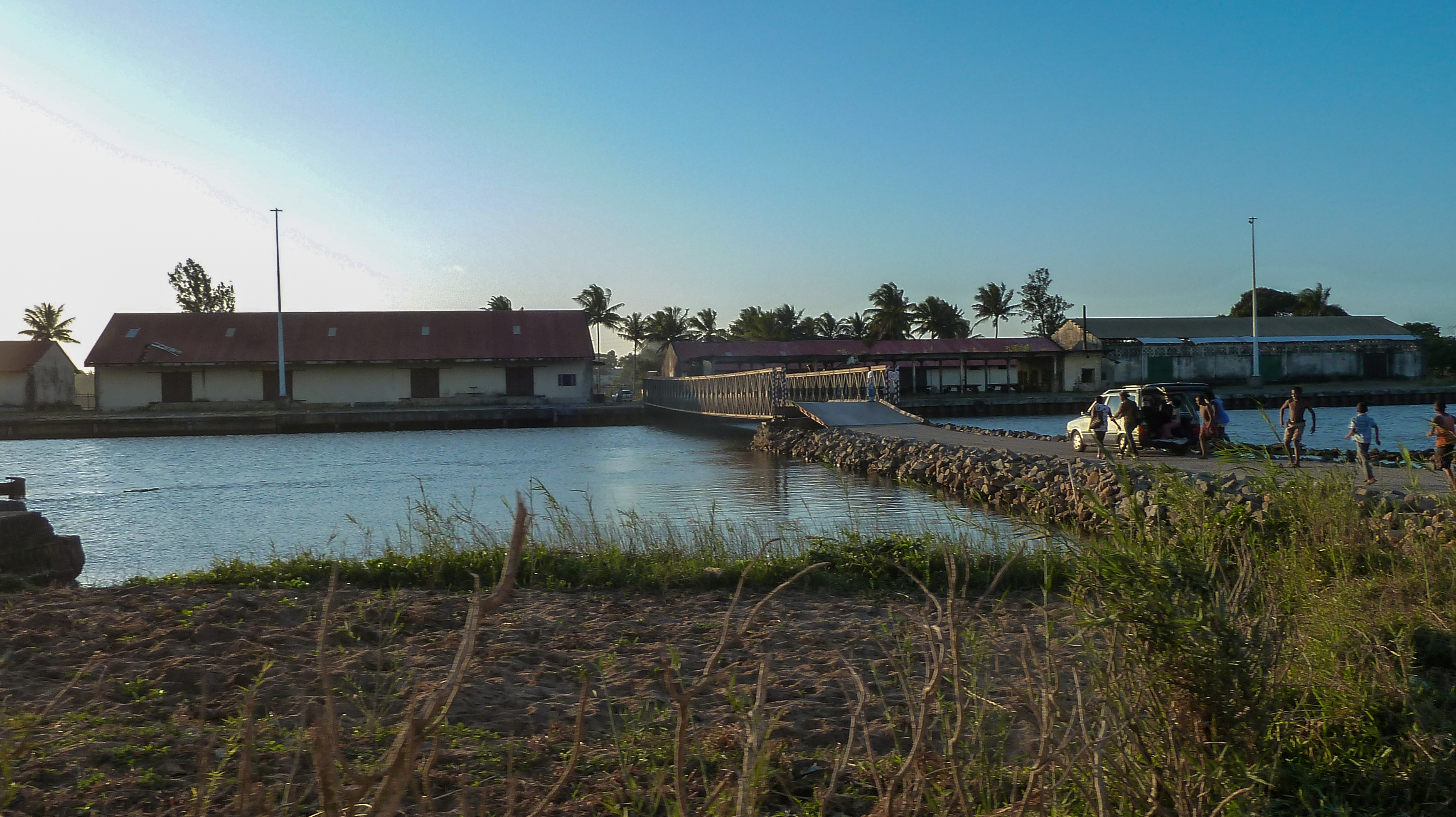
Pontonbrug met op de achtergrond het haventerrein

## Geschiedenis
In de koloniale periode werd besloten dat Fianarantsoa een spoorverbinding naar de kust moest krijgen om de export te bevorderen. Na het gereedkomen van deze spoorlijn in 1936 veranderde Manakara van een visserdorpje in een marktplaats met een belangrijke overslagplaats en een haven (aan de spoorlijn) voor de export van koffie en kruidnagelen. De Manakararivier vormde namelijk de enige beschutte plek in deze omgeving om een (kleine) haven aan te leggen. Om de haven te beschermen werd aan de monding de zogenoemde Schneiderdam aangelegd om de golven te breken. In die tijd werd Manakara ook op het wegennet aangesloten middels route national 12. In Manakara Be ontstond een koloniale wijk met een brede avenue met Filao-palmen en villa's. Na het vertrek van de Fransen werd de haven gesloten en vervielen de meeste koloniale huizen langzamerhand.

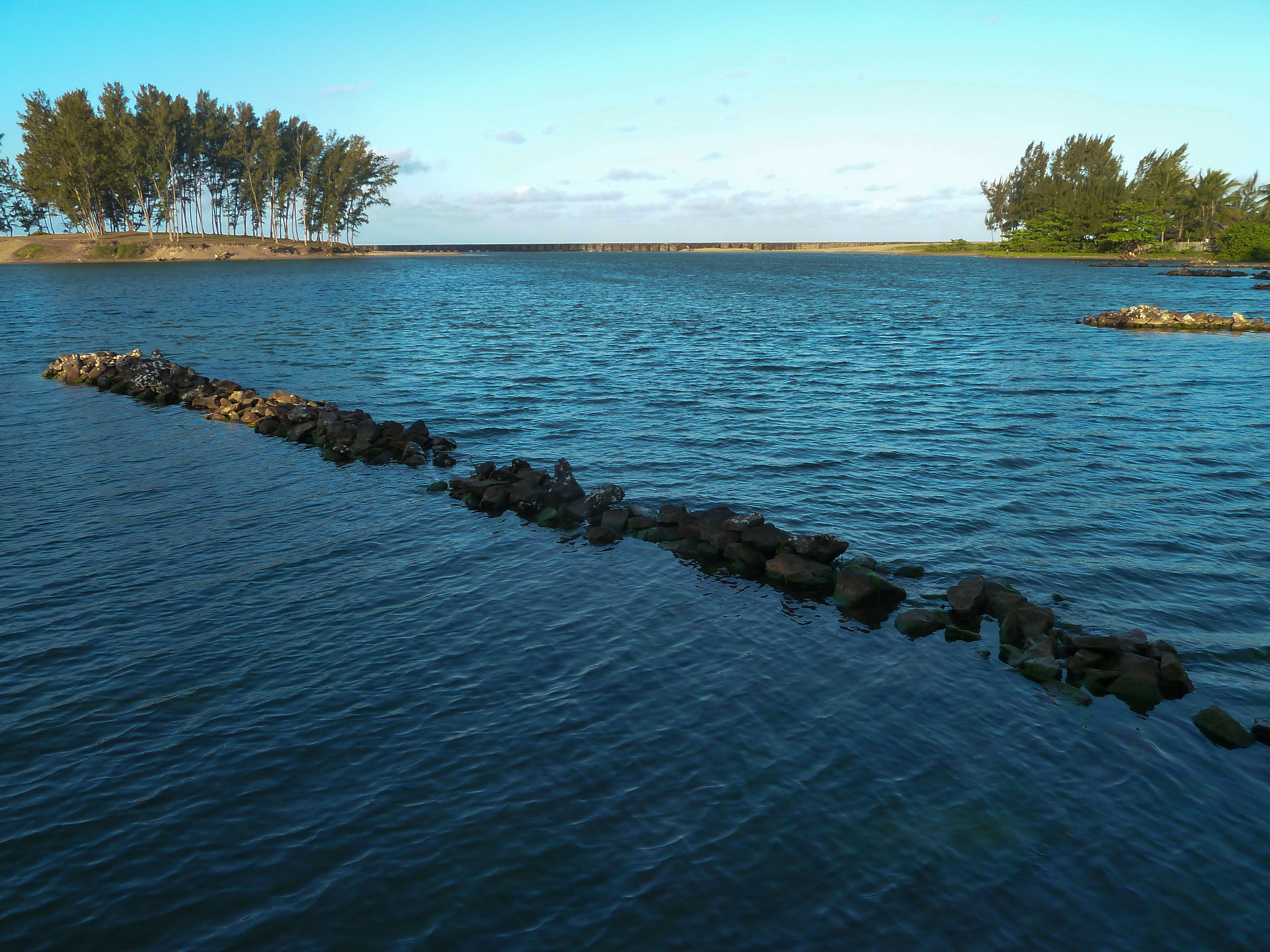
De Manakararivier nabij de monding. Op de achtergrond de Schneiderdam.
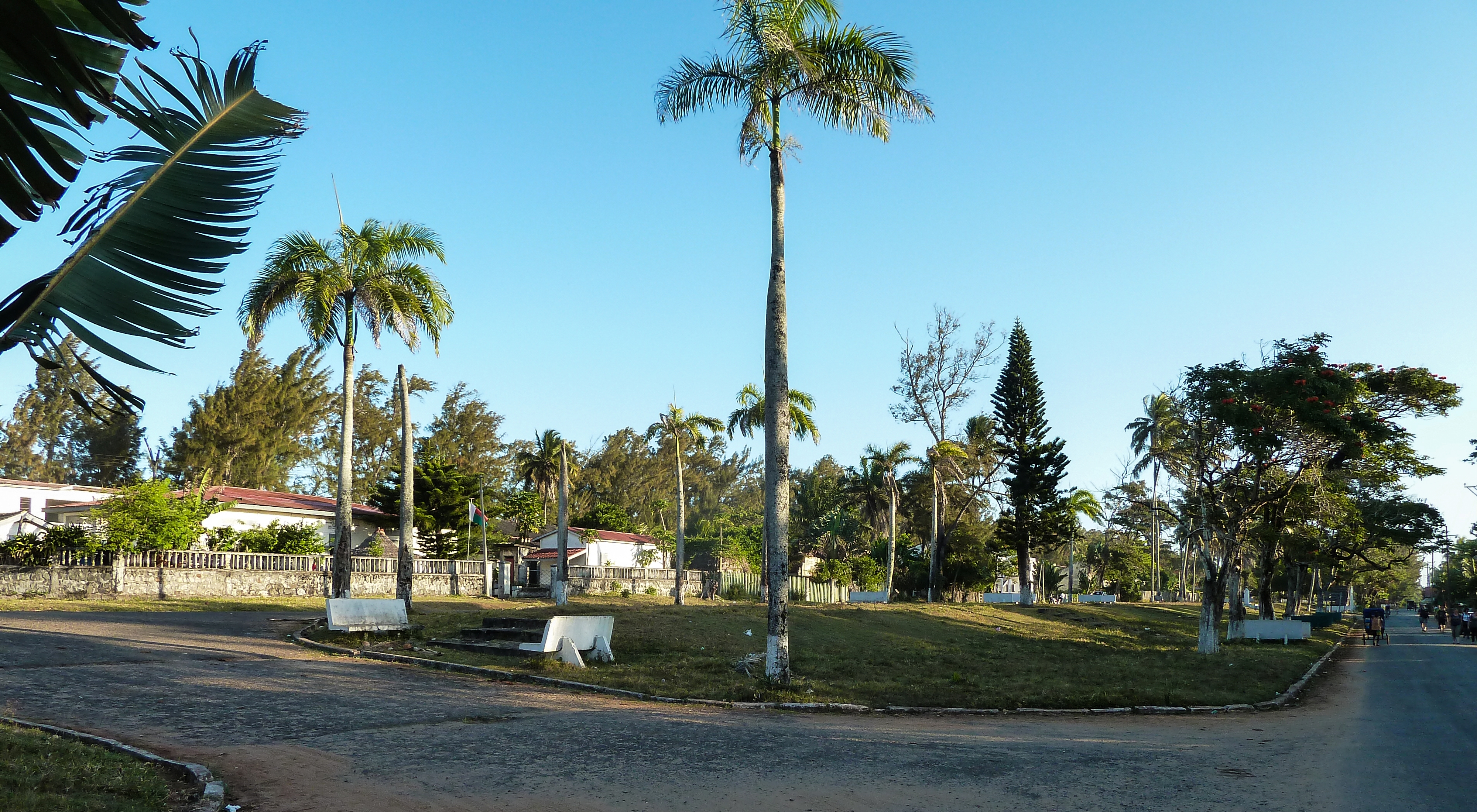
Boulevard van Manakara Be naar het zuiden gezien
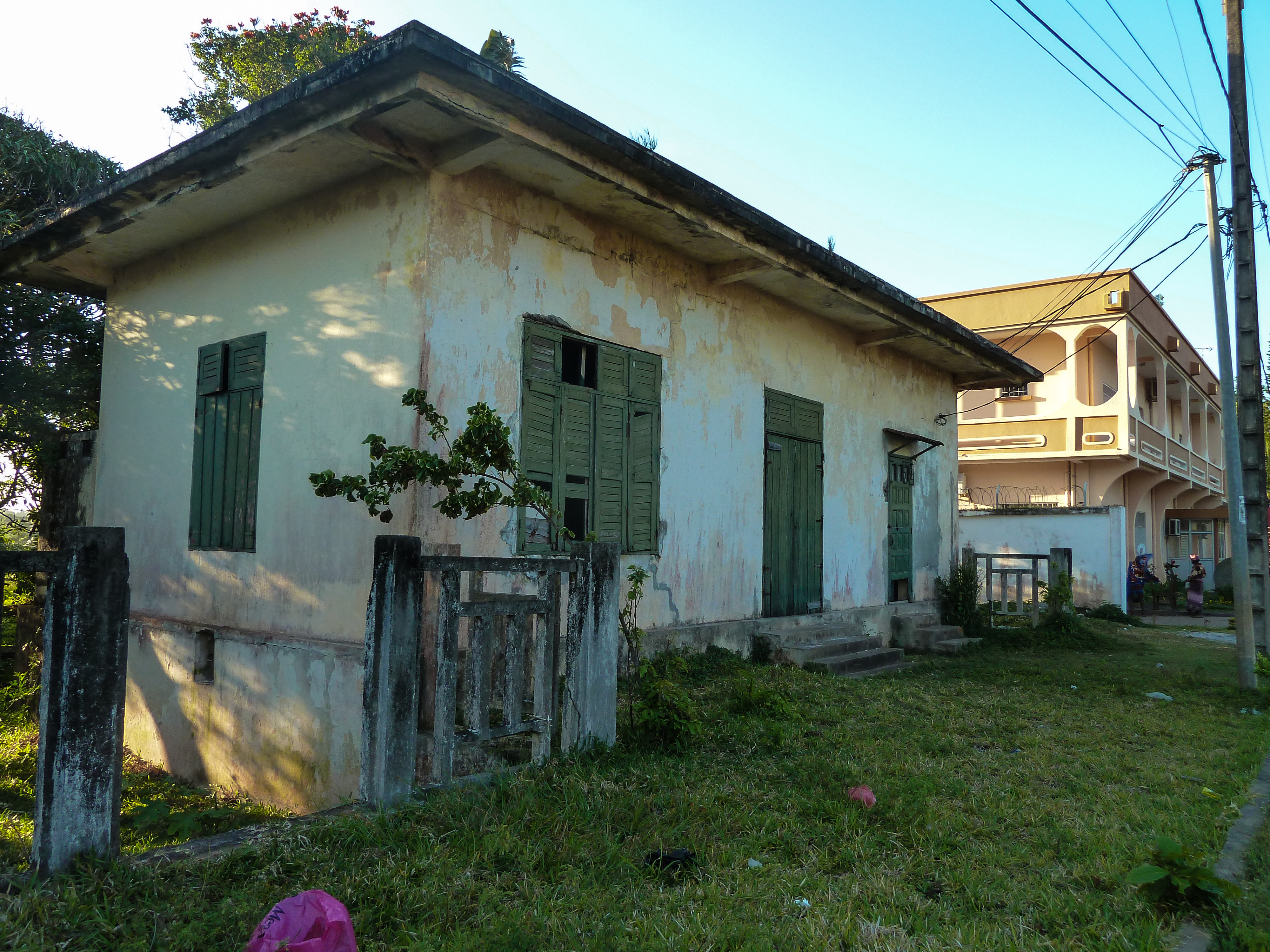
Oude koloniale gebouwen in Manakara Be
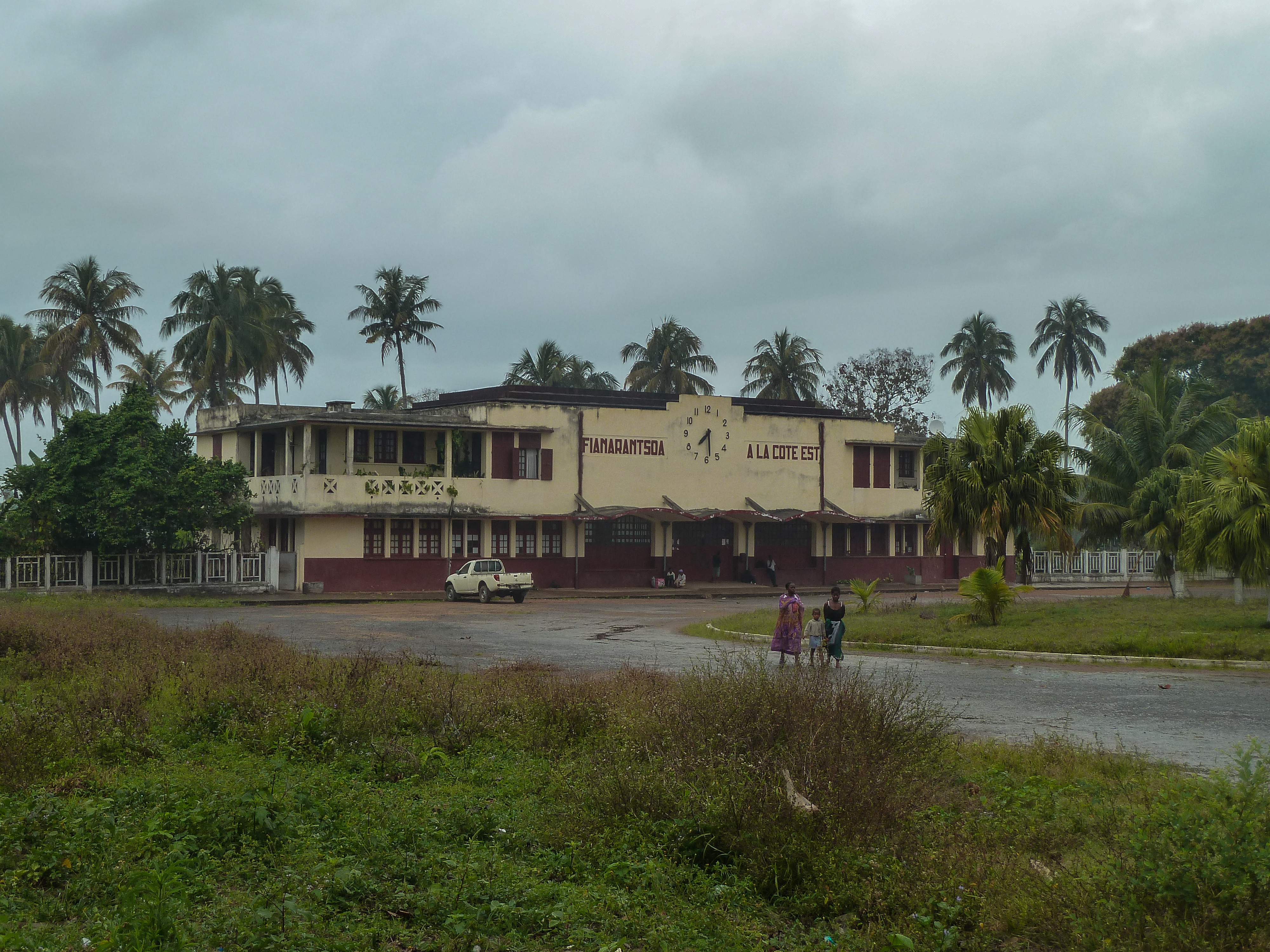
Station Manakara

## Bevolking
In de stad wonen veel islamitische Antaimoro, maar ook veel Antaisaka, Betsileo, Betsimisaraka en Merina. Daarnaast wonen er enkele Chinezen en Europeanen. In de stad bevinden zich vele kerken; met name lutheraanse en katholieke.
In recente jaren is er een trek van het platteland naar de stad op gang gekomen, waardoor veel sloppenwijken bij de stad zijn ontstaan. Meer dan 70% van de bevolking is werkloos en de regio behoort tot de armste van Madagaskar. Veel mensen werken in het informele circuit.

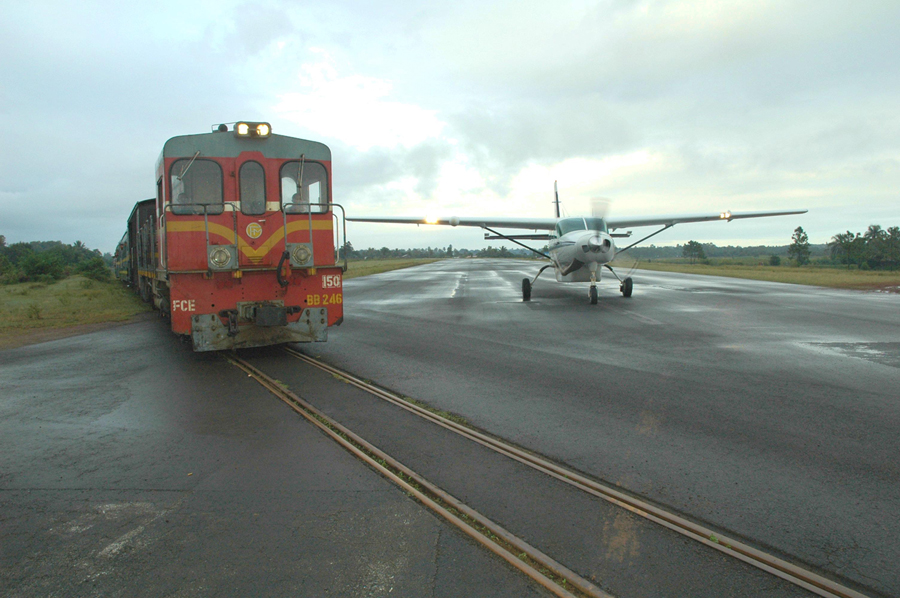
Een trein passeert de landingsbaan van de luchthaven Manakara
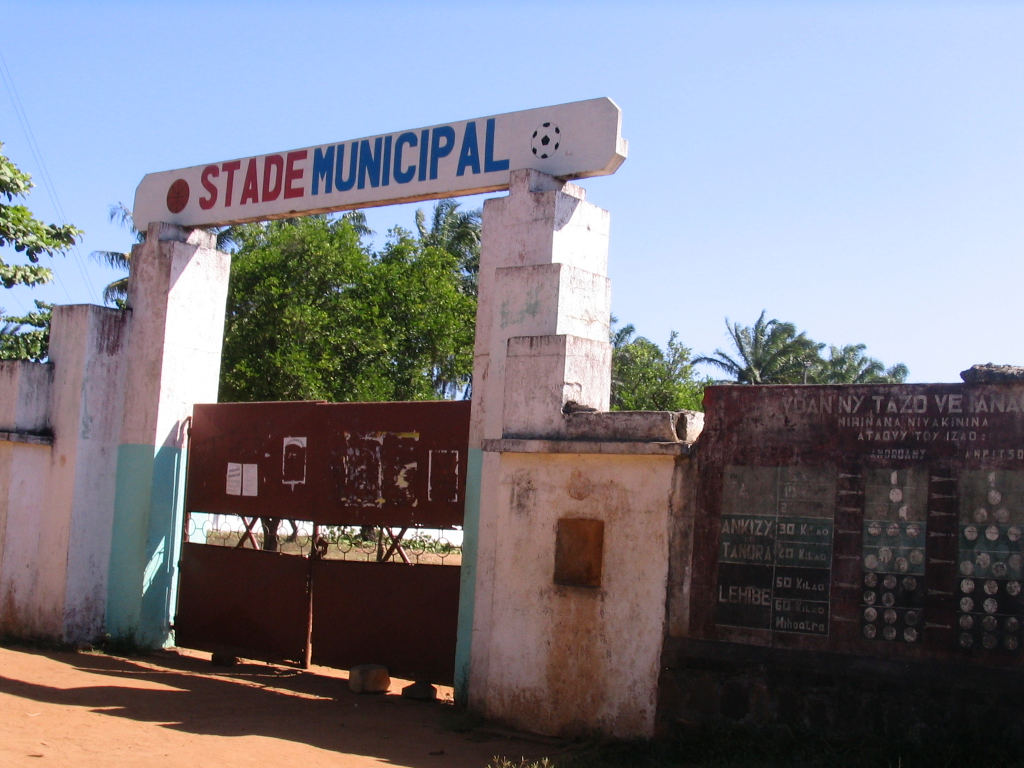
Stadion van Manakara in Tanambato

- Library of Congress Control Number: n2004113127
- Nationale Bibliotheek van Israël: 987007469858105171
- Virtual International Authority File: 159650774